# 페리지에어로스페이스
페리지에어로스페이스(Perigee Aerospace)는 2018년 7월 설립된 대한민국의 민간 우주기업이다.

## 연혁
페리지에어로스페이스는 한국과학기술원 출신의 연구진들이 모여 창업하였다.
- 2021년 말 ~ 2022년 초 : 대한민국 민간 우주발사체 BW-0.1(페리지에어로스페이스와 카이스트 항공우주공학과가 제주에서 발사한 액체 추진제 기반의 시험 발사체) 총 3회 발사하였으며, 이 중 2회 발사 성공.
- 2023년 11월 : BW-0.3를 고도 100m까지 올린 뒤 정해진 위치에 착륙하는 수직 이착륙 시험에 성공.
- 2024년 6월 : BW-0.4 준궤도 발사체를 시험 발사 예정이었으나, 발사체 시험 중 화재 사고로 인하여 연기되었다.

## 발사체

### 블루웨일 1호
블루웨일 1호는 길이 21m, 이륙 질량 19.8t의 액체메탄 연료 기반의 2단 우주 발사체이다. 200kg대의 소형 위성을 500km의 태양동기궤도(SSO)로 올리는 발사체며, 여기에 적용된 1단 주엔진 블루1S는 국가전략기술로 보호받는다.

### 블루웨일 0.4
2024년, 블루웨일 1호의 상단부를 활용한 준궤도 시험발사체 블루웨일0.4가 시험발사될 예정이었으나, 2025년 1분기로 발사가 연기되었다. 발사는 제주특별자치도 해상에서 이루어질 계획이다.

## 엔진

### 블루1S
3t급 터보펌프식 액체 메탄 엔진 '블루1S'는 2024년 9월 과학기술정보통신부와 한국과학기술기획평가원에서 국가전략기술로 지정받았다.

## 같이 보기
- 대한민국의 우주 개발
- 한국항공우주연구원
- 한화에어로스페이스
- 이노스페이스
- 링크스페이스
- 제노코
- 오르비텍